# Site d'escalade

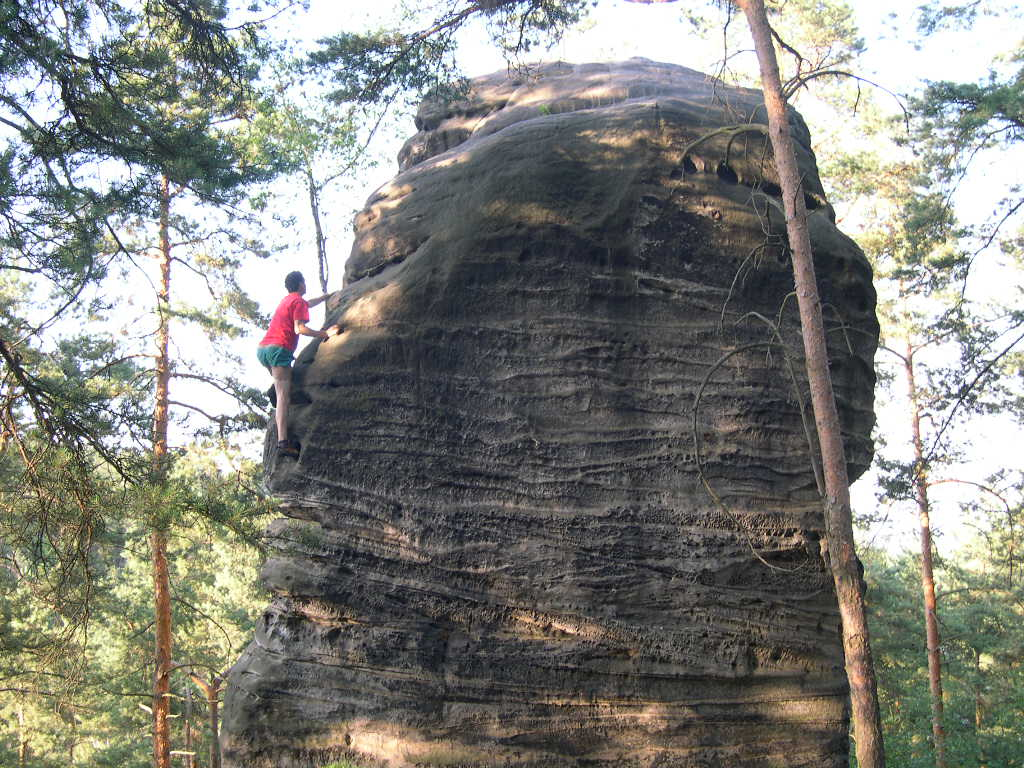
Un site naturel d'escalade

Un site d'escalade est un lieu où se pratique l'escalade. Il s'agit en général de reliefs naturels, falaises ou rochers (on parle de site naturel d'escalade), ou parfois d'anciennes carrières (comme une partie de la falaise du Cimaï à Évenos), ou même de constructions initialement bâties pour d'autres usages (comme le viaduc des Fauvettes en Île-de-France). Pour les constructions spécialement destinées à la pratique, on parle de structure artificielle d'escalade (S. A. E.), ou mur d'escalade.

## Historique
Les premiers sites d'escalade, au début du XXe siècle, appelées « école d'escalade » sont considérées au début comme des lieux de formation des débutants ou d'entraînement et de préparation à l'alpinisme, en dehors de la saison d'été, ou pour les grimpeurs habitant loin des montagnes. Les principaux sont en France, les rochers de la forêt de Fontainebleau et les falaises du Saussois au bord de l'Yonne, pour les alpinistes parisiens, les Gaillands à Chamonix, les Calanques de Marseille, les rochers de Freÿr au bord de la Meuse en Belgique, le Salève pour les Genevoix (avec la gorge rocheuse de la Varappe, dont le nom deviendra synonyme d'escalade).

## Différents types d'équipement
Les falaises peuvent être équipés de façon systématique  pour l'escalade sportive, avec un équipement à demeure de spits ou de broches scellées, ou bien laissées en « terrain d'aventure ». Dans les îles britanniques et aux États-Unis, l'éthique du « trad climbing » veut que certains sites soient laissés absolument sans équipement à demeure (spits mais aussi pitons).
Pour l'escalade sportive, l'équipement est fait par des particuliers, souvent dans le cadre de clubs. Les voies sont nettoyés de la végétation et des blocs et écailles branlants. Un topo d'escalade est généralement édité pour décrire les différentes voies et indiquer leur cotation et leur nom, ainsi que les accès, les différents secteurs d'un même site. La vente de ces topos permet dans certains cas de financer l'équipement.
En France le COSIROC et la FFME tiennent à jour un annuaire de tous les sites d'escalade naturels.